# Magazin für Frauenzimmer
Das Magazin für Frauenzimmer (seit 1786 Neues Magazin für Frauenzimmer) war eine Frauenzeitschrift in Straßburg von 1782 bis 1789.

## Geschichte
Seit 1782 gab David Christoph Seybold das Magazin für Frauenzimmer heraus. Es war die erste bekannte Frauenzeitschrift in der überwiegend deutschsprachigen ehemaligen freien Reichsstadt Straßburg, die seit hundert Jahren zum Königreich Frankreich gehörte.
Das Magazin enthielt informative, erbauliche und belehrende Texte im Geiste der Aufklärung, wie ähnliche Frauenzeitschriften und Textsammlungen dieser Zeit auch. Dieses waren vor allem Geschichten, viele ethnographische Berichte aus anderen Ländern, Gedichte, geistige Reflexionen, einige Modebeiträge, praktische Ratschläge und Sachtexte über Dramatikerbiographien, geschichtliche politische Ereignisse und ähnliches. Die häufigsten Themen waren Ermahnungen zu einer sittlichen Lebensführung und Berichte über tatsächliche oder fiktive tragische oder unterhaltsame Beziehungen.
Die Hefte erschienen offenbar monatlich und wurden dann vierteljährlich in einem Buch veröffentlicht. Zu den Autorinnen gehörten Catharina Helene Dörrien,  Friderika Baldinger und Philippine Engelhard. 
Die letzten Ausgaben erschienen 1789, im Jahr der Französischen Revolution. 

## Rezeption
Das Magazin für Frauenzimmer wurde offenbar viel gelesen, es bestand länger als die meisten anderen Frauenzeitschriften dieser Zeit. 
Ein Rezensent (oder eine Rezensentin) lobte die erste Ausgabe 1786 mit mehreren interessanten Artikeln, bemängelte nur, dass ein  Verzeichnis der Theaterstücke von La Fontaine und eine alphabetische Chrestomatie zu langweilig seien.
Die Aufklärerin Sophie La Roche kritisierte, dass das Magazin für Frauenzimmer enthalte, was Männer für Frauen für nützlich hielten, weshalb sie eine eigene Frauenzeitschrift Pomona herausgebe.

„Das ‚Magazin für Frauenzimmer‘ und das ‚Jahrbuch für Denkwürdigkeiten für das schöne Geschlecht‘ zeigen meinen Leserinnen, was teutsche Männer uns nützlich und gefällig erachten, ‚Pomona‘ wird Ihnen sagen, was ich als Frau dafür halte.“

Die Kulturhistorikerin Anna Zika kritisierte, dass das Sittlichkeitsideal, das den Leserinnen kontinuierlich in den verschiedensten Formen in den Texten präsentiert werde, vor allem dem Wunschbild von Männern über eine Frau entsprächen.